# Car Seat Headrest
I Car Seat Headrest sono un gruppo musicale indie rock statunitense formatosi nel 2010, originario della Virginia ma poi stabilizzatosi a Seattle (Washington).
Il gruppo, fondato da Will Toledo, ha pubblicato dodici album sulla piattaforma Bandcamp, prima di firmare un contratto con Matador Records nel 2015.

## Formazione
Membri attuali
- Will Toledo – voce, chitarra, tastiera (2010–presente), batteria, basso (2010–2015)
- Ethan Ives – chitarra, cori (2016–presente), basso (2015–2016)
- Andrew Katz – batteria, cori (2014–presente)
- Seth Dalby – basso (2011, 2016–presente)

Ex membri
- Katie Wood – chitarra, cori (2012–2014)
- Austin Ruhf – basso, cori (2012–2014)
- Christian Northover – batteria (2012–2014)
- Will Marsh – chitarra (2012)
- Jacob Bloom – basso (2014–2015)

## Discografia

### Album in studio di Will Toledo solista sotto il nome di "Car Seat Headrest"
- 2010 – 1
- 2010 – 2
- 2010 – 3
- 2010 – 4
- 2011 – My Back Is Killing Me Baby
- 2011 – Twin Fantasy (Mirror To Mirror)
- 2012 – Monomania
- 2013 – Nervous Young Man

### Album in studio
- 2015 – Teens of Style
- 2016 – Teens of Denial
- 2018 – Twin Fantasy (Face to Face)
- 2020 – Making a Door Less Open
- 2025 - The Scholars

### Album dal vivo
- 2013 – Live at WCWM
- 2019 – Commit Yourself Completely
- 2023 - Faces From The Masquerade

### Raccolte
- 2010 – Little Pieces of Paper With "No" Written on Them
- 2013 – Disjecta Membra

### EP
- 2010 – Sunburned Shirts
- 2013 – Living While Starving
- 2014 – How to Leave Town